# Stanley Cup 1988
La finale della Stanley Cup 1988 è stata una serie al meglio delle sette gare che ha determinato il campione della National Hockey League per la stagione 1987-88. Al termine dei playoff i Boston Bruins, campioni della Prince of Wales Conference, si sfidarono contro gli Edmonton Oilers, campioni nella Clarence S. Campbell Conference. Gli Oilers nella serie finale di Stanley Cup usufruirono del fattore campo in virtù del maggior numero di punti ottenuti nella stagione regolare, 99 punti contro i 94 dei Bruins. La serie iniziò il 18 maggio e finì il 26 maggio con la conquista della Stanley Cup da parte degli Oilers per 4 a 0.
Grazie al successo nella serie finale gli Oilers vinsero il secondo titolo consecutivo, il quarto in cinque stagioni. La serie fu contrassegnata dagli episodi avvenuti durante Gara 4 al Garden di Boston: dopo 36 minuti di gioco, quando la gara era sul punteggio di 3-3, la gara su sospesa a causa di un black out e della nebbia che si era formata nel palazzetto. Nonostante la cancellazione della partita le statistiche furono comunque conteggiate e la serie fece regolarmente ritorno ad Edmonton per disputare Gara 5. Il capitano degli Oilers Gretzky vinse l'ultimo titolo ad Edmonton stabilendo i record di assist e punti nella serie finale, rispettivamente 10 e 13. Per la prima volta durante le celebrazioni la squadra e lo staff si misero in posa per una foto di gruppo, tradizione che si diffuse poi anche in altri campionati di hockey.
Al termine della serie l'attaccante canadese Wayne Gretzky fu premiato per la seconda volta in carriera con il Conn Smythe Trophy, trofeo assegnato al miglior giocatore dei playoff.

## Contendenti

### Boston Bruins
I Boston Bruins conclusero la stagione regolare al secondo posto nella Adams Division con 94 punti. Al primo turno superarono per 4-2 i Buffalo Sabres, mentre in finale di Division sconfissero i Montreal Canadiens per 4-1. Nella finale della Conference affrontarono i New Jersey Devils, vincitori della Patrick Division, e li superarono per 4-3.

### Edmonton Oilers
Gli Edmonton Oilers conclusero la stagione regolare in seconda posizione nella Smythe Division con 99 punti. Al primo turno sconfissero i Winnipeg Jets per 4-1, mentre in finale di division superarono per 4-0 i Calgary Flames. In finale di Conference sconfissero per 4-1 i campioni della Norris Division, i Detroit Red Wings.

## Serie

### Gara 1
| Edmonton 18 maggio 1988                                                 | Boston Bruins | 1 – 2 (0-0; 1-1; 0-1) referto | Edmonton Oilers | Northlands Coliseum (17.502 spett.) |
| \| \| \| \| \| Neely 33:15 \| Marcatori \| 21:56 Gretzky 41:15 Acton \| |               |                               |                 |                                     |
|                                                                         |               |                               |                 |                                     |
| Neely 33:15                                                             | Marcatori     | 21:56 Gretzky 41:15 Acton     |                 |                                     |

### Gara 2
| Edmonton 20 maggio 1988                                                                                             | Boston Bruins | 2 – 4 (0-2; 0-0; 2-2) referto                          | Edmonton Oilers | Northlands Coliseum (17.502 spett.) |
| \| \| \| \| \| Joyce 40:35 Linseman 43:16 \| Marcatori \| 15:57 Anderson 19:30 Messier 51:21 Gretzky 59:53 Kurri \| |               |                                                        |                 |                                     |
| |               |                                                        |                 |                                     |
| Joyce 40:35 Linseman 43:16                                                                                          | Marcatori     | 15:57 Anderson 19:30 Messier 51:21 Gretzky 59:53 Kurri |                 |                                     |

### Gara 3
| Boston 22 maggio 1988 | Edmonton Oilers | 6 – 3 (1-1; 2-0; 3-2) referto          | Boston Bruins | Boston Garden (14.451 spett.) |
| \| \| \| \| \| McClelland 16:18 Tikkanen 30:25, 41:32, 59:40 Anderson 35:57 Simpson 50:28 \| Marcatori \| 02:46 Burridge 44:19 Lemay 54:02 Neely \| |                 |                                        |               |                               |
| |                 |                                        |               |                               |
| McClelland 16:18 Tikkanen 30:25, 41:32, 59:40 Anderson 35:57 Simpson 50:28                                                                          | Marcatori       | 02:46 Burridge 44:19 Lemay 54:02 Neely |               |                               |

### Gara 4
| Boston 24 maggio 1988                                                                                           | Edmonton Oilers | 3 – 3 (2-1; 1-2; GARA SOSPESA) referto | Boston Bruins | Boston Garden (14.451 spett.) |
| \| \| \| \| \| Anderson 00:10 Tikkanen 15:33 Simpson 36:37 \| Marcatori \| 16:56 Hawgood 26:12, 27:37 Wesley \| |                 |                                        |               |                               |
| |                 |                                        |               |                               |
| Anderson 00:10 Tikkanen 15:33 Simpson 36:37                                                                     | Marcatori       | 16:56 Hawgood 26:12, 27:37 Wesley      |               |                               |

### Gara 5
| Edmonton 26 maggio 1988 | Boston Bruins | 3 – 6 (2-2; 0-3; 1-1) referto                                                      | Edmonton Oilers | Northlands Coliseum (17.502 spett.) |
| \| \| \| \| \| Kasper 00:43, 46:35 Lemay 44:19 \| Marcatori \| 06:07 Lacombe 15:03, 41:21 Tikkanen 26:38 Krushelnyski 29:44 Gretzky 39:58 Simpson \| |               |                                                                                    |                 |                                     |
| |               |                                                                                    |                 |                                     |
| Kasper 00:43, 46:35 Lemay 44:19 | Marcatori     | 06:07 Lacombe 15:03, 41:21 Tikkanen 26:38 Krushelnyski 29:44 Gretzky 39:58 Simpson |                 |                                     |

## Roster dei vincitori
| Vincitori della Stanley Cup 1988 Edmonton Oilers | Portieri: Bill Ranford, Grant Fuhr Difensori: Kevin Lowe (A), Steve Smith, Jeff Beukeboom, Randy Gregg, Charlie Huddy, Craig Muni, Marty McSorley Attaccanti: Glenn Anderson, Esa Tikkanen, Mark Messier (A), Dave Hannan, Craig MacTavish, Geoff Courtnall, Jari Kurri, Craig Simpson, Normand Lacombe, Keith Acton, Kevin McClelland, Mike Krushelnyski, Wayne Gretzky (C) Staff Tecnico: Glen Sather (Allenatore), John Muckler (Ass. allenatore), Ted Green (Ass. allenatore) |